# Endasys subclavatus
Endasys subclavatus är en stekelart som först beskrevs av Thomas Say 1835.  Endasys subclavatus ingår i släktet Endasys och familjen brokparasitsteklar. Inga underarter finns listade i Catalogue of Life.